# James Hall (explorador)
James Hall (data desconhecida, Hull – 1612, Groenlândia) foi um explorador inglês. Na Dinamarca, era conhecido como Jacob Hald. Pilotou três das Expedições à Groenlândia do Rei Cristiano IV sob o comando de John Cunningham (1605), Godske Lindenov (1606) e Carsten Richardson (1607). Em sua primeira viagem delineou a costa oeste da Groenlândia tão ao norte quanto 68° 35' N. A descoberta de prata resultou em expedições maiores sendo enviadas nos dois anos seguintes, sendo que ambas foram fracassos caros. Em 1612 foi outra vez para a Groenlândia, desta vez em busca da Passagem do Norte. Teve dois navios ingleses sob seu comando, o Patience de 140 toneladas e o Heart's Ease de 60 toneladas. William Baffin serviu como piloto principal. Entre 12/22 de julho, encontrou Inuits no fiorde Amerdloq. Zangado com o confisco de vários Inuits por Cunningham em 1605, um deles atingiu Hall com uma lança; ele morreu no dia seguinte.